# (20368) 1998 KF10
1998 كي أف 10 (ويعرف أيضًا باسم (20368) 1998 كي أف 10 وفق تسمية الكوكب الصغير) (بالإنجليزية: 1998 KF10)‏ هو كويكب ضمن حزام الكويكبات؛ وترتيبه 20368 من حيث الاكتشاف.
اكتُشف هذا الجُرم الفلكي بواسطة Kenneth A. Williams ‏ في 27 مايو 1998.

## وصلات خارجية
- (20368) 1998 KF10 في قاعدة بيانات مختبر الدفع النفاث لأجرام النظام الشمسي الصغيرة

- الاكتشاف · مخطط المدار ·  العناصر المدارية · المعلمات المادية

- (20368) 1998 KF10 على موقع ويكي سكاي: DSS2, SDSS, GALEX, IRAS, Hydrogen α, X-Ray, Astrophoto, Sky Map, Articles and images